# P400型哨戒艇
P400型哨戒艇（フランス語: Patrouilleur type P400）は、フランス海軍が運用していた哨戒艇の艦級。計画名はスーパーPATRA（PATrouilleur RApide）型。

## 来歴
1970年代、フランス海軍は領海警備のため、ブルー計画のもとでPATRA型哨戒艇（トライデント級）の整備に着手した。これらは1976年より就役を開始した。
しかしこの時期、第三次国連海洋法会議を通じて、距岸200海里の排他的経済水域（EEZ）に関するコンセンサスが形成され、新海洋秩序時代への道が開かれた。これによって警備すべき水域面積の激増が見込まれたが、このような外洋で行動するには、トライデント級は小型すぎた。このため、30隻という当初の整備計画は中止され、より大型のスーパーPATRA型に移行することとなった。これによって建造されたのが本型である。

## 設計
主船体および上部構造物は鋼製である。航洋性確保のため、船首にはブルワークが付された。トライデント級の満載排水量148トンに対して、計画排水量は422トンと大型化しており、また下記の主機の更新によって更に増大した。
竣工時の1番艦に搭載されていた主機は極めて不満足であり、計画の遅延の原因となった。最終的にはV型16気筒のSEMT ピルスティク16PA4 V200 VGDSディーゼルエンジンが搭載された。当初は船尾排気式だったが、この主機換装の際に煙突が設けられた。また電源として、出力120キロワットのディーゼル発電機3セットが搭載されている。
平時の装備は中小口径の機銃に限定されているが、有事にはミストラル近接防空ミサイルおよびエグゾセMM38艦対艦ミサイルの搭載も計画されている。またSS.12可変深度ソナーの搭載試験も行われた。なお弾薬搭載量は、40mm機銃弾840発、20mm機銃弾2,100発である。
物資揚降用として油圧クレーン1基と35立方メートルの貨物室2室が設けられており、島嶼地域での物資輸送に用いられる。またこの他、コマンド部隊などの便乗者20名のための居住区がある。

## 同型艦一覧
まず1982年5月に6隻が発注され、1984年3月に更に4隻が追加された。
| #    | 艦名                            | 就役          | 退役           | その後                                                              |
| ---- | ------------------------------- | ------------- | -------------- | ------------------------------------------------------------------- |
| P682 | ローダスィゥーズ L'Audacieuse   | 1986年9月18日 | 2011年5月26日  |                                                                     |
| P683 | ラ・ボーディース La Boudeuse    | 1987年1月15日 | 2011年5月26日  |                                                                     |
| P684 | ラ・カプリシウス La Capricieuse | 1987年3月13日 | 2017年6月      |                                                                     |
| P685 | ラ・フーグゥーズ La Fougueuse   | 1987年3月13日 | 2009年9月26日  |                                                                     |
| P686 | ラ・グロリューズ La Glorieuse   | 1987年4月18日 | 2023年5月11日  |                                                                     |
| P687 | ラ・グラシューズ La Gracieuse   | 1987年7月17日 | 2017年9月      |                                                                     |
| P688 | ラ・モクーズ La Moqueuse        | 1987年4月18日 | 2020年5月21日  |                                                                     |
| P689 | ラ・ライリューズ La Railleuse   | 1987年5月16日 | 2012年6月12日  |                                                                     |
| P690 | ラ・リューズ La Rieuse          | 1987年6月13日 | 2011年         | ケニア海軍にて「ハランベ」（P3134 Harambee）として再就役            |
| P691 | ラ・タパジューズ La Tapageuse   | 1988年2月11日 | 2013年11月22日 | ガボン海軍にて「ビビゴ・ンゼンギ」（ Bivigou Nziengui）として再就役 |